# 八木優希
八木優希（2000年10月16日—）是日本童星女演員。東京都出身。目前所屬事務所為Amuse；2012年(含)以前，與她的哥哥八木布武希同屬Central Group事務所。

## 略歷
2001年，四個月大時，曾參與演出「假面騎士AGITO」。2008年、演出《沒有玫瑰的花店》時不錯的演技受到不少注目。由那時開始，多被別人以她在該劇的角色名稱「小雫」稱呼（雫，ㄋㄚˇ）。

## 出演

### 電視劇
- 假面騎士AGITO（2001年、朝日電視台） 第4集
- 地球保衛戰 dark fantasy（日语：ウルトラQ dark fantasy）（2004年、東京電視台）第4集
- 七色のおばんざい（日语：七色のおばんざい）（2005年、NHK）：飾演 八木真子
- 戰國自衛隊 關原之戰（2006年、日本電視台系）：飾演
- 医龍-Team Medical Dragon-（2006年、富士電視台）第4集：飾演 真央
- 我的人生路（2006年、富士電視台系）：飾演 松田都古（童年）
- 超人梅比斯（2007年、TBS系）第45集：飾演 理恵
- 逃亡者おりん（日语：逃亡者おりん）（2007年、東京電視台系）：飾演 （的女兒）
- 大河劇 風林火山（2007年、NHK）：飾演 菊（見性院/穴山梅雪的大房）
- 沒有玫瑰的花店（2008年、富士電視台）：飾演 汐見雫
- 暴走兄妹（2008年、日本電視台）：飾演 沖康子（童年）
- 男装の麗人〜川島芳子の生涯〜（日语：男装の麗人〜川島芳子の生涯〜）（2008年放送予定、朝日電視台）：飾演 川島芳子（童年）
- 若是能在天堂遇见你（2009年9月24日、TBS電視台）：飾演 高梨愛
- 大河劇龍馬傳（2010年放送予定、NHK）：飾演 加尾（童年）
- 左眼偵探EYE 第一、二集（2010年1月23日、日本電視台） - 飾演 佐野舞
- 鋼之女（日语：ハガネの女#テレビドラマ）（2010年5月21日～7月2日、朝日電視台）：飾演 山石美奈
- 鋼之女2（2011年4月 - 6月、朝日電視台）：飾演 山石美奈
- 廁所的神明（2011年1月、TBS電視台）：飾演 植村美緒（童年）
- 太陽公公（2011年、NHK晨間小說連續劇）：飾演 須藤陽子（童年）
- 浪花少年偵探團（2012年、TBS電視台）：飾演 土屋芙美
- 白虎隊〜敗れざる者たち（2013年1月2日、東京電視台）：飾演 西郷細布子（童年）
- Last Doctor ～監察醫秋田的驗屍報告～（日语：ラスト・ドクター〜監察医アキタの検死報告〜）（2014年）
- 雛鳥（2017年、NHK晨間劇）：飾演 夏井優子

### 電影
- 陸上った軍艦（日语：陸上った軍艦）（2007年、山本保博導演）：飾演 山倉的女兒
- 能登の花ヨメ（日语：能登の花ヨメ）（2008年、白羽弥仁導演）：飾演 中浜梅乃的女兒
- 幸福的麵包（日语：しあわせのパン）（2012年、三島有紀子導演）：飾演 未久

### 廣告
- Eye Full Home（日语：アイフルホーム）
- 蘇黎世
- 關西電力
- 住友林業
- 小学館
- 池田模範堂（日语：池田模範堂）

## 外部連結
- 中央兒童劇團 個人介紹頁（2012年12月24日頁面）（日語）
- Amuse 個人介紹頁 （页面存档备份，存于）（日語）
- 八木優希的Instagram帳戶